# L'aquila a due teste (film 1948)
L'aquila a due teste (L'Aigle à deux têtes) è un film del 1948 diretto da Jean Cocteau, è stato presentato in concorso alla Mostra del Cinema di Venezia del 1948.

## Trama
Dopo dieci anni dall'assassinio di suo marito, la Regina decide di recarsi al castello di Krantz e organizzare un grande ballo. Nella sua camera arriva Stanislas, un anarchico intenzionato ad ucciderla. L'uomo però cade ai suoi piedi e la Regina decide di nasconderlo, vista la somiglianza con il defunto marito.
Anche Stanislas si rende conto di avere davanti una donna diversa da quella che gli avevano descritto, e rinuncia quindi al suo progetto mortale.
La coppia vive tre giorni di passione, ma gli intrighi di corte hanno il sopravvento. Stanislas si rende conto che il loro è un amore impossibile e ingerisce una capsula di veleno; la Regina allora, non potendo rinunciare a lui, lo provoca accusandolo di essere un debole e lui le spara. Prima di spirare, la Regina confessa il suo amore e, poco dopo, anche Stanislas esala l'ultimo respiro.

## Produzione
Jean Cocteau aveva scritto il testo teatrale qualche anno prima e, per la versione cinematografica, volle gli stessi interpreti.
Le riprese durarono da ottobre 1947 a gennaio 1948, gli interni furono girati presso gli Studios d'Épinay, mentre per gli esterni vennero scelti i castelli di Pierrefonds e di Vizille.
Secondo la biografia scritta da Carole Weisteller, il protagonista Jean Marais, durante l'attraversamento del fiume ghiacciato, si trovò in notevole difficoltà tanto da mettere a rischio la propria vita.